# Phrynobatrachus cryptotis
Phrynobatrachus cryptotis é uma espécie de anfíbio da família Petropedetidae.
É endémica da República Democrática do Congo.
Os seus habitats naturais são: florestas secas tropicais ou subtropicais, savanas húmidas, rios, pântanos, marismas de água doce e marismas intermitentes de água doce.